# Liste der Einträge im National Register of Historic Places im Fillmore County (Minnesota)

Lage des Fillmore County in Minnesota

Die Liste der Einträge im National Register of Historic Places im Fillmore County in Minnesota führt alle Bauwerke und historischen Stätten im Fillmore County auf, die in das National Register of Historic Places aufgenommen wurden.

## Legende
| NRHP | Historic Place    |
| HD   | Historic District |

## Aktuelle Einträge
| [ 2 ] | Name                                     | Bild                                     | Eintragsdatum                 | Lage                                                                                                  | Ort                  | Beschreibung |
| ----- | ---------------------------------------- | ---------------------------------------- | ----------------------------- | --- | -------------------- | --- |
| 1     | Allis Barn                               | Allis Barn                               | 1982 ID-Nr. 82005038          | County Highway 17 43° 42′ 39,8″ N, 92° 1′ 57,9″ W                                                     | Lanesboro            | Die 1899 errichtete ehemalige Produktionsstätte des Landmaschinenunternehmens Allis-Chalmers aus Wisconsin ist heute ein Hotel.                                                                                  |
| 2     | Francis H. Bartlett House                | Francis H. Bartlett House                | 1984 ID-Nr. 84001410          | Gold Street Ecke Pearl Street 43° 42′ 20,5″ N, 92° 16′ 7″ W                                           | Wykoff               | 1876 im Second Empire-Stil errichteter Backsteinbau |
| 3     | Bridge No. 5722                          | Bridge No. 5722                          | 2011 ID-Nr. 11000467          | Brücke der North Section Street (US 63) über den Spring Valley Creek 43° 41′ 16,9″ N, 92° 23′ 20,7″ W | Spring Valley        | 1936 errichtete Brücke |
| 4     | Bridge No. L4770                         | Bridge No. L4770                         | 1989 ID-Nr. 89001827          | Brücke der Township Road 213 über den Mahoney Creek 43° 44′ 24″ N, 92° 5′ 39″ W                       | Fountain             | Die 1915 errichtete steinerne Bogenbrücke ist ein seltenes Beispiel für einen unveränderten Brückentyp, der von der State Highway Commission für das ländliche Minnesota entwickelt wurde.                       |
| 5     | Chatfield Public Library                 | Chatfield Public Library                 | 1982 ID-Nr. 82005033          | Main Street 43° 50′ 40,8″ N, 92° 11′ 14,4″ W                                                          | Chatfield            | 1915 im Prairie School-Stil errichtete Carnegie-Bibliothek |
| 6     | Commercial House Hotel                   | Commercial House Hotel                   | 2001 ID-Nr. 01000747          | 146 South Broadway 43° 41′ 13,4″ N, 92° 23′ 28,7″ W                                                   | Spring Valley        | 1876 errichtetes steinernes Hotelgebäude, dessen Konstruktion und seine beiden Erweiterungen die Phasen der wirtschaftlichen Entwicklung der Stadt widerspiegeln                                                 |
| 7     | Daniel Dayton House                      | Daniel Dayton House                      | 1977 ID-Nr. 77000732          | Abseits des County Highway 17 43° 34′ 46″ N, 92° 4′ 14″ W                                             | Harmony              | 1857 im Greek-Revival-Stil aus Kalkstein errichteter Gasthof an der Postkutschenroute von Saint Paul nach Dubuque in Iowa.                                                                                       |
| 8     | Samuel Thompson Dickson House            | Samuel Thompson Dickson House            | 1985 ID-Nr. 85001755          | 225 3rd Street Southwest 43° 50′ 35,3″ N, 92° 11′ 27,6″ W                                             | Chatfield            | 1863 errichtetes Wohnhaus eines wohlhabenden Mühlenbesitzers |
| 9     | Fillmore County Jail and Carriage House  | Fillmore County Jail and Carriage House  | 1982 ID-Nr. 82002947          | Houston Street Ecke Preston Street 43° 40′ 15,4″ N, 92° 5′ 6,5″ W                                     | Preston              | Das 1870 im Italianate-Stil errichtetes Gefängnisgebäude diente bis 1970 als Justizzentrum des Filmore County. Heute dient das Gebäude als Bed and Breakfast.                                                    |
| 10    | Forestville Townsite (Meighan Store)     | Forestville Townsite (Meighan Store)     | 13. Apr. 1973 ID-Nr. 73000976 | County Highway 12 innerhalb des Forestville Mystery Cave State Park 43° 38′ 34,4″ N, 92° 12′ 54,2″ W  | Forestville Township | Ein 1856 in der heutigen Geisterstadt Forestville als ländliches Handelszentrum errichteter Gemischtwarenhandel mit angeschlossenem Wohnhaus wurde von der Minnesota Historical Society als Museum eingerichtet. |
| 11    | George H. Haven House                    | George H. Haven House                    | 1982 ID-Nr. 82000559          | 132 Winona Street 43° 50′ 49,6″ N, 92° 11′ 11,5″ W                                                    | Chatfield            | 1874 im Italianate-Stil errichtet |
| 12    | Lanesboro Historic District              | Lanesboro Historic District              | 1982 ID-Nr. 82002946          | Kirkwood Street, Coffee Street und Parkway Street 43° 43′ 19,2″ N, 91° 58′ 37,4″ W                    | Lanesboro            | Unter Denkmalschutz stehende Altstadt einer Mühlen- und Eisenbahnstadt des 19. Jahrhunderts |
| 13    | Lenora Methodist Episcopal Church        | Lenora Methodist Episcopal Church        | 1982 ID-Nr. 82001892          | County Highways 23 und 24 43° 34′ 26″ N, 91° 52′ 48″ W                                                | Canton               | 1856–1865 errichtete erste Methodistenkirche der Region |
| 14    | Ellen M. Lovell House                    | Ellen M. Lovell House                    | 1982 ID-Nr. 82001893          | 218 Winona Street 43° 50′ 48″ N, 92° 11′ 9,7″ W                                                       | Chatfield            | |
| 15    | Milwaukee Elevator                       | Milwaukee Elevator                       | 2006 ID-Nr. 06000454          | Fillmore Street Ecke Root River State Trail 43° 40′ 13,6″ N, 92° 4′ 46,1″ W                           | Preston              | 1902 errichteter hölzerner Getreideheber. |
| 16    | Norway Township Stone House              | Norway Township Stone House              | 1982 ID-Nr. 82005034          | County Highway 10 43° 43′ 49″ N, 91° 46′ 57″ W                                                        | Norway Township      | In den 1870er Jahren errichtetes Kalksteinhaus |
| 17    | Parsons Block and Hall                   | Parsons Block and Hall                   | 1982 ID-Nr. 82000560          | 112 South Broadway 43° 41′ 15″ N, 92° 23′ 27″ W                                                       | Spring Valley        | 1871 im Italianate-Stil errichtetes Geschäftsgebäude |
| 18    | Pietenpol Workshop and Garage            | Pietenpol Workshop and Garage            | 1982 ID-Nr. 82002949          | County Highway 5 43° 35′ 17″ N, 92° 17′ 19,5″ W                                                       | Spring Valley        | 1921 errichtete Werkstatt des Flugzeugdesigners Bernard Pietenpol |
| 19    | Preston Brewery                          | Preston Brewery                          | 1982 ID-Nr. 82005035          | Bluff Street 43° 40′ 24,2″ N, 92° 4′ 38,3″ W                                                          | Preston              | Die 1859 errichtete Brauerei ist das älteste erhaltene Industriegebäude im Fillmore County. |
| 20    | Preston Overlook                         | Preston Overlook                         | 2003 ID-Nr. 03000732          | US 52 43° 40′ 24,6″ N, 92° 4′ 24,9″ W                                                                 | Preston              | |
| 21    | Quickstad Farm Implement Company         | Quickstad Farm Implement Company         | 1982 ID-Nr. 82005036          | Mill Street 43° 47′ 11,4″ N, 91° 50′ 2,9″ W                                                           | Peterson             | |
| 22    | Rushford City Mill                       | Rushford City Mill                       | 1982 ID-Nr. 82002806          | 301 Winona Street 43° 48′ 52,3″ N, 91° 45′ 20,3″ W                                                    | Rushford             | Die 1875 errichtet Mühle war eines der ersten Zentren der Getreidewirtschaft Minnesotas |
| 23    | Rushford Wagon and Carriage Company      |                                          | 1982 ID-Nr. 82002948          | Elm Street 43° 48′ 33″ N, 91° 45′ 17″ W                                                               | Rushford             | Fabrikgebäude von 1872 |
| 24    | Michael Scanlan House                    | Michael Scanlan House                    | 1982 ID-Nr. 82005037          | 708 Parkway South 43° 42′ 46″ N, 91° 58′ 35″ W                                                        | Lanesboro            | 1892 im Queen Anne-Stil errichtetes Wohnhaus |
| 25    | Southern Minnesota Depot                 | Southern Minnesota Depot                 | 1986 ID-Nr. 86001363          | Elm Street Ecke Pickle Alley 43° 48′ 25,3″ N, 91° 45′ 19,1″ W                                         | Rushford             | 1867 errichtetes Bahnhofsgebäude mit Quartier des Stationsvorstehers |
| 26    | Spring Valley Carnegie Library           | Spring Valley Carnegie Library           | 1982 ID-Nr. 82002951          | 201 South Broadway 43° 41′ 12″ N, 92° 23′ 26″ W                                                       | Spring Valley        | 1904 im Beaux-Arts-Stil errichtete Carnegie-Bibliothek |
| 27    | Spring Valley Mausoleum                  | Spring Valley Mausoleum                  | 1982 ID-Nr. 82004911          | Spring Valley Cemetery 43° 40′ 57,4″ N, 92° 22′ 48,8″ W                                               | Spring Valley        | 1913 errichtetes Mausoleum |
| 28    | Spring Valley Methodist Episcopal Church | Spring Valley Methodist Episcopal Church | 1975 ID-Nr. 75000979          | 221 West Courtland Street 43° 41′ 17″ N, 92° 23′ 35″ W                                                | Spring Valley        | Die 1876 im neugotischen Stil errichtete Kirche ist heute ein Museum. |
| 29    | Ephraim Steffens House                   | Ephraim Steffens House                   | 1982 ID-Nr. 82002952          | 404 North Broadway 43° 41′ 29,1″ N, 92° 23′ 33,3″ W                                                   | Spring Valley        | 1877 im viktorianischen Stil errichtetes Wohnhaus eines lokalen Unternehmers und Politikers |
| 30    | William Strong House                     | William Strong House                     | 1982 ID-Nr. 82002953          | 508 North Huron Avenue 43° 41′ 34,6″ N, 92° 23′ 43,8″ W                                               | Spring Valley        | 1879 im Second Empire-Stil errichtetes Wohnhaus eines örtlichen Bankiers |
| 31    | William Strong House                     | William Strong House                     | 1982 ID-Nr. 82005040          | County Highway 12 43° 39′ 37″ N, 92° 9′ 31″ W                                                         | Carimona Township    | 1858 im Greek-Revival-Stil errichtetes Haus; letztes übriggebliebenes Gebäude der ersten Stadt im Fillmore County                                                                                                |
| 32    | Tunnel Mill                              | Tunnel Mill                              | 1975 ID-Nr. 75000978          | Abseits des County Highway 1 43° 45′ 45″ N, 92° 21′ 55″ W                                             | Spring Valley        | 1871 errichtete Wassermühle; das benötigte Wasser wurde über einen Felsentunnel an die Mühle gebracht |
| 33    | Walker and Valentine House               | Walker and Valentine House               | 1982 ID-Nr. 82005039          | 504 High Street 43° 48′ 55,4″ N, 91° 45′ 18,2″ W                                                      | Rushford             | 1859 im Federal-Stil errichtetes Wohnhaus zweier Gründer von Rushford |
| 34    | Wykoff Commercial Historic District      | Wykoff Commercial Historic District      | 1994 ID-Nr. 94000831          | 100 South Gold Street bis 123 North Gold Street 43° 42′ 25,2″ N, 92° 16′ 5,9″ W                       | Wykoff               | Kleines Geschäftsviertel mit einigen Ziegelgebäuden, die nach einem Feuer im Jahr 1890 errichtet wurden |